# Vieu-d'Izenave
Vieu-d'Izenave és un municipi francès situat al departament de l'Ain i a la regió d'Alvèrnia-Roine-Alps. L'any 2007 tenia 667 habitants.

## Demografia

### Població
El 2007 la població de fet de Vieu-d'Izenave era de 667 persones. Hi havia 252 famílies de les quals 52 eren unipersonals (20 homes vivint sols i 32 dones vivint soles), 76 parelles sense fills i 124 parelles amb fills.
La població ha evolucionat segons el següent gràfic:
Habitants censats

### Habitatges
El 2007 hi havia 288 habitatges, 251 eren l'habitatge principal de la família, 13 eren segones residències i 24 estaven desocupats. 257 eren cases i 30 eren apartaments. Dels 251 habitatges principals, 191 estaven ocupats pels seus propietaris, 58 estaven llogats i ocupats pels llogaters i 2 estaven cedits a títol gratuït; 3 tenien una cambra, 6 en tenien dues, 26 en tenien tres, 64 en tenien quatre i 152 en tenien cinc o més. 225 habitatges disposaven pel capbaix d'una plaça de pàrquing. A 86 habitatges hi havia un automòbil i a 139 n'hi havia dos o més.

### Piràmide de població
La piràmide de població per edats i sexe el 2009 era:
| Homes | Edats   | Dones |
| ----- | ------- | ----- |
| 0     | 95 o +  | 0     |
| 0     | 90 a 94 | 4     |
| 0     | 85 a 89 | 8     |
| 8     | 80 a 84 | 8     |
| 4     | 75 a 79 | 16    |
| 16    | 70 a 74 | 16    |
| 12    | 65 a 69 | 16    |
| 8     | 60 a 64 | 8     |
| 12    | 55 a 59 | 0     |
| 20    | 50 a 54 | 24    |
| 12    | 45 a 49 | 24    |
| 28    | 40 a 44 | 28    |
| 24    | 35 a 39 | 12    |
| 8     | 30 a 34 | 20    |
| 20    | 25 a 29 | 20    |
| 24    | 20 a 24 | 16    |
| 12    | 15 a 19 | 24    |
| 20    | 10 a 14 | 20    |
| 40    | 5 a 9   | 20    |
| 20    | 0 a 4   | 4     |

## Economia
El 2007 la població en edat de treballar era de 422 persones, 348 eren actives i 74 eren inactives. De les 348 persones actives 333 estaven ocupades (189 homes i 144 dones) i 15 estaven aturades (7 homes i 8 dones). De les 74 persones inactives 24 estaven jubilades, 25 estaven estudiant i 25 estaven classificades com a «altres inactius».

### Ingressos
El 2009 a Vieu-d'Izenave hi havia 258 unitats fiscals que integraven 686,5 persones, la mediana anual d'ingressos fiscals per persona era de 17.902 €.

### Activitats econòmiques
Dels 31 establiments que hi havia el 2007, 1 era d'una empresa extractiva, 1 d'una empresa alimentària, 7 d'empreses de fabricació d'altres productes industrials, 11 d'empreses de construcció, 3 d'empreses de comerç i reparació d'automòbils, 2 d'empreses de transport, 1 d'una empresa d'hostatgeria i restauració, 1 d'una empresa financera i 4 d'empreses de serveis.
Dels 11 establiments de servei als particulars que hi havia el 2009, 1 era un taller de reparació d'automòbils i de material agrícola, 2 paletes, 2 guixaires pintors, 3 fusteries, 2 lampisteries i 1 electricista.
L'únic establiment comercial que hi havia el 2009 era una carnisseria.
L'any 2000 a Vieu-d'Izenave hi havia 11 explotacions agrícoles.

## Equipaments sanitaris i escolars
El 2009 hi havia una escola elemental.

## Poblacions més properes
El següent diagrama mostra les poblacions més properes.